# NK Lovas
NK Lovas je nogometni klub iz Lovasa.
U sezoni 2022./23. se natječe u 2. ŽNL Vukovarsko-srijemskoj NS Vukovar.

## Povijest
Klub je osnovan 1956. ili 1963. godine kao NK Partizan, a nakon raspada SFRJ promijenio je ime u današnje - NK Lovas.